# Rinka Duijndam
Rinka Duijndam (Wateringen, 6 augustus 1997) is een Nederlandse handbalster die uitkomt in Roemenië voor Rapid.